# オレグ・チューリン
オレグ・チューリン（Oleg Grigorevich Tyurin、露: Олег Григорьевич Тюрин、1937年6月29日 - 2010年3月3日）は、ソビエト連邦の元ボート（ローイング）選手である。彼は、1964年に開催された東京オリンピックの男子ボート競技ダブルスカルで金メダルを獲得した。

## 経歴
レニングラード州のSinyavino（en:Sinyavino）生まれ。身長は182センチメートル、体重は77キロ。モスクワ出身のボリス・ドゥブロフスキーと組んでボートのダブルスカル競技で活躍し、1964年のヨーロッパ選手権で金メダルを獲得したのを始め、1962年の世界選手権と1965年のヨーロッパ選手権で銀メダル、1963年のヨーロッパ選手権で銅メダルなどの実績を上げた。
13の国が出場した東京オリンピックのダブルスカル競技では、やはりドゥブロフスキーと組んでメダル獲得に挑んだ。予選では2組で1位となり、決勝に進出した。決勝では予選よりタイムを落としたものの、2位のアメリカや3位のチェコスロバキアなどを抑えて優勝を果たした。
チューリンはソビエト国内の競技会で、いずれもダブルスカルで4回優勝している。そのうち最初の3回は、ドゥブロフスキーと組んでの優勝だった。現役引退後は、サンクトペテルブルクでボート競技のコーチを務めた。2010年3月3日、サンクトペテルブルクで死去した。